# Sinan Akdag
Sinan Akdag (Rosenheim, 5 de novembro de 1989)  é um jogador profissional de hóquei no gelo alemão que atua na posição de right winger pelo Adler Mannheim na Deutsche Eishockey Liga.

## Carreira
Sinan Akdag começou sua carreira no Starbulls Rosenheim.